# Daniel Küblböck
Daniel Dominik Kaiser-Küblböck (Hutthurm, 27 de agosto de 1985 - desaparecido, presume-se morto desde 9 de setembro de 2018) foi um cantor pop alemão e ator que alcançou celebridades de curta duração em 2003, no circo da mídia que cercou a primeira temporada de Deutschland sucht den Superstar (DSDS), a versão alemã de Pop Idol, em que ele ficou em terceiro. Ele foi promovido brevemente como Daniel K, mas voltou para Daniel Küblböck quando surgiu que este nome já havia sido registrado.
A personalidade pública andrógina de Daniel, com seu distintivo dialeto bávaro, foi considerada por muitos alemães como uma imagem de mídia cuidadosamente cultivada de der schräge Daniel ("Daniel Excêntrico"). Os tabloides relataram que ele amava usar roupas femininas, usar cosméticos e colecionar perfumes e incensos.
Após DSDS, Küblböck assinou um contrato com a BMG. Em junho de 2004, ele lançou quatro singles de sucesso e um álbum. No entanto, depois de aparecer em Ich bin ein Star – Holt mich hier raus! (a versão alemã de I'm a Celebrity...Get Me Out of Here!) e o filme fracassado Daniel – Der Zauberer (Daniel, O Mágico), seus últimos lançamentos provaram ser menos populares.
Ele foi votado pelos telespectadores do canal de TV tabloide alemão Pro7 como a personalidade mais irritante de 2003 e a segunda pessoa mais chata em 2004.
Em 24 de fevereiro de 2004, Daniel Küblböck causou um acidente de carro com um caminhão, que recebeu atenção da mídia em todo o país. Ele sofreu ferimentos graves. Küblböck foi multado em 25.000 euros e condenado a oito horas de serviço social por dirigir sem licença.
Em 2006, o andrógino Daniel foi embora e com cabelo mais curto e uma voz mais profunda, ele experimentou um aumento na popularidade. Houve críticas mistas sobre o seu segundo álbum com alguma infusão de pop-rock alemão nas músicas. Sua aparição no popular jantar  Das perfekte Promi Dinner ("O Jantar Perfeito das Celebridades") o estabeleceu como uma personalidade mais amigável ao público.

## Vida pessoal
Daniel Küblböck tinha quatro irmãos. Ele tinha antepassados alemães e italianos. Küblböck completou sua educação em Hauptschule em 2001. Seu irmão mais velho, Michael, que foi descrito como um neonazista nos tabloides alemães, morreu em 3 de janeiro de 2013 em Berlim devido a uma overdose de heroína. Eles não tiveram nenhum contato por muitos anos antes da morte de Michael.

### Desaparecimento em 2018
Küblböck está desaparecido desde 9 de setembro de 2018. Ele estava em uma viagem particular de Hamburgo a Nova Iorque no navio de cruzeiro AIDAluna, na costa de Terra Nova. Em um com "Artista. Atriz. Transexual" [ sic ] na conta do Instagram não verificada, ele publicou Selfie em roupas femininas durante a viagem.
De acordo com a empresa de cruzeiros AIDA Cruises, um passageiro pulou do barco por volta das cinco da manhã (horário local). A Guarda Costeira canadense lançou uma operação de busca. A empresa confirmou em um comunicado de imprensa que o desaparecido era Daniel Küblböck.
O local está localizado a cerca de 185 km ao norte de St. John's (província canadense de Terra Nova e Labrador) no Mar de Labrador. A temperatura da água na área do mar era de cerca de 10 °C. Além da AIDAluna, o navio de cruzeiro MS Zuiderdam também participou da pesquisa.
Em 10 de setembro de 2018, a Guarda Costeira canadense parou a busca porque o tempo máximo de sobrevivência em água fria era muito curto para salvá-lo. No dia 11 de setembro, a família de Küblböck anunciou no site oficial seu luto pelo filho Daniel e descobriu que o esperado "grande milagre" de um resgate não se concretizou.
Nas últimas semanas antes disso, de acordo com seu pai, seu ambiente havia notado uma súbita mudança de caráter e problemas psicológicos em Küblböck e tentado em vão impedir essa jornada.

## Performances deDSDS
- Audição: "Proud Mary" por Tina Turner
- Top 30: "Papa Don't Preach" por (Madonna)
- Top 10: "Another Day in Paradise" (Phil Collins)
- Top 9: "Unchained Melody" (The Righteous Brothers)
- Top 8: "Everytime" (The Flames)
- Top 7: "Tragedy" (Saturday Night Fever)
- Top 6: "99 Luftballons" (Nena)
- Top 5: "My Way" (Frank Sinatra)
- Top 4: "Dancing Queen" (ABBA)
- Top 4: "Night Fever" (Bee Gees)-Bottom 2
- Top 3: "Oh, Pretty Woman" (Roy Orbison)
- Top 3: "Born to Be Wild" (Steppenwolf)-Elim

## Álbuns, singles e DVDs

### Álbuns
| Ano  | Título                                       | Parada musical | Parada musical | Parada musical | Certificações |
| Ano  | Título                                       | Alemanha       | Áustria        | Suíça          | Certificações |
| ---- | -------------------------------------------- | -------------- | -------------- | -------------- | ------------- |
| 2003 | Positive Energie                             | 2              | 11             | 13             | GER: Gold     |
| 2005 | Liebe Nation                                 | 54             | -              | -              |               |
| 2008 | From Zero to Sexy (Ao vivo)                  | -              | -              | -              |               |
| 2009 | Jazz Meets Blues... Wenn Zwei Sich Verlieben | -              | -              | -              |               |
| 2009 | Leise Rieselt Der Schnee                     | -              | -              | -              |               |
| 2010 | Best of 2003–2010                            | -              | -              | -              |               |
| 2010 | Schrebergarten                               | -              | -              | -              |               |
| 2011 | Schrebergarten Live                          | -              | -              | -              |               |

### Singles
| Ano  | Título                          | Parada musical | Parada musical | Parada musical | Parada musical | Álbum             | Certificações                        |
| Ano  | Título                          | Alemanha       | Áustria        | Suíça          | Tailândia      | Álbum             | Certificações                        |
| ---- | ------------------------------- | -------------- | -------------- | -------------- | -------------- | ----------------- | ------------------------------------ |
| 2003 | "You Drive Me Crazy"            | 1              | 4              | 10             | 1              | Positive Energie  | GER: Gold 150.000[carece de fontes?] |
| 2003 | "Heartbeat"                     | 2              | 5              | 11             | -              | Positive Energie  |                                      |
| 2004 | "The Lion Sleeps Tonight"       | 7              | 29             | 37             | -              | -                 |                                      |
| 2004 | "Teenage Tears"                 | 16             | 46             | -              | -              | -                 |                                      |
| 2005 | "König Von Deutschland"         | 29             | 67             | -              | -              | Liebe Nation      |                                      |
| 2007 | "Born In Bavaria"               | 54             | -              | -              | -              | -                 |                                      |
| 2010 | "Bodenmais [moacht's eich auf]" | -              | -              | -              | -              | Best of 2003-2010 |                                      |

### DVDs
- My Life Is Magic (2004)
- Live on PE Tour 2003 (2004)
- Jazz Night (2007)
- Back to the Roots (2008)
- Jazz Meets Blues... wenn zwei sich verlieben (2009)
- Schrebergarten Berlin (2011)

#### Como membro daDSDS allstars - 1ª temporada
| Ano  | Formato | Título            | Parada musical | Parada musical | Parada musical |
| Ano  | Formato | Título            | Alemanha       | Áustria        | Suíça          |
| ---- | ------- | ----------------- | -------------- | -------------- | -------------- |
| 2003 | Álbum   | United            | 1              | 1              | 1              |
| 2003 | Single  | "We Have a Dream" | 1              | 1              | 1              |

#### Como membro de "4 United"
(projeto com Gracia Baur, Nektarios Bamiatzis e Stephanie Bruckmeyer)
| Ano  | Formato | Título                  | Parada musical | Parada musical |
| Ano  | Formato | Título                  | Alemanha       | Áustria        |
| ---- | ------- | ----------------------- | -------------- | -------------- |
| 2004 | Single  | "Don't Close Your Eyes" | 18             | 50             |